# 庄司麻由里
庄司 麻由里（しょうじ まゆり、1961年12月29日 - ）は、女性フリーアナウンサー。

## 人物
- 本名:中島 麻由里（芸名は旧姓を使用）
- 東京都世田谷区出身
- 身長:171cm
- 血液型:O型
- 桐朋学園大学演劇科卒業
- 趣味:料理、手芸、テニス、スキューバダイビング
- 夫はテレビ東京のプロデューサー（1991年に結婚）。
- 当初は女優として活動し、後にアナウンサー、リポーターに転向。現在に至る。「オフィスケイアール」と業務提携を結んでいる。
- 父は俳優の庄司永建（2015年死去）。その父が山形県出身という縁で、同県の「つや姫ブランド戦略コミュニケーション部門」の委員としても活動している。

## 来歴
1983年、TBS『家族ゲーム』で女優としてデビュー。以降、TBS『青が散る』、サンシャイン劇場｢ゴングが鳴った｣などに出演後、リポーターに転向。TBS『朝のホットライン』リポーター、NHK衛星放送『衛星こども劇場』キャスター、NHK『くらしの経済セミナー』リポーター、NHK『産業情報』キャスター、NHK衛星放送『ワールドニュース』キャスター、TBS『世界ふしぎ発見』ミステリーハンターなどの番組に出演している。
1989年にNHK衛星放送の一般公募キャスターに選出される。またこれと同時期には、テレビ東京『カルチャーワイド90』などの番組にリポーターやサブキャスターとして出演した。この時に知り合ったテレビ東京のアシスタント・ディレクターであった男性（後に同局プロデューサーとなる）と1991年に結婚した。
『はなまるマーケット』では1996年の放送開始当初（彼女の初出演は番組第2回目の同年10月1日）から「きょうの目玉」（のちの「とくまる」）を担当する「はなまるアナ」として出演。身体を張った体験リポート・彼女独特の派手な演出・大げさなリアクションなど、個性を上手く駆使したリポートが人気と評判を呼び、お茶の間での知名度を得る（視聴者からは「庄司ワールド」と呼ばれていた）。また、『はなまる』での取材をきっかけに美容アドバイザーの佐伯チズとの親交が深くなり、その後、雑誌にて佐伯と共にたびたび登場している。
庄司と同時期にはなまるアナを務めた堤信子とは1998年頃のTBSテレビの年末特番『カラオケ女子アナオンエアバトル』で共にパフィーの物まねで出演したのち、「きょうの目玉」（のちの「とくまる」）の対決シリーズ「マカロニサラダVSスパゲッティーサラダ」（2001年3月29日放送）で意気投合し、以降親友の仲となり、2010年代以降も、庄司のブログや堤のホームページ及びブログで、お互いの公私共々の交流の内容が時折掲載されている。 
2006年初めからは、自分の本を全国の様々な本屋に自ら出かけて出張店頭販売＆サイン会を行う活動も行っている。また、2006年4月からの一時期、堤信子と一緒にお互いの本のプロモーション＆サイン会を兼ねた講演会、イベント等も行っていた。
2007年4月6日から2010年9月24日まで放送されたラジオ番組NACK5『BEAUTIFUL FRIDAY〜HANAKIN〜』ではナビゲーターを務めた。

## 主な出演番組

### フリーアナウンサーとして
- 「朝のホットライン」リポーター（TBSテレビ）
- 「日立 世界・ふしぎ発見!」ミステリーハンター（TBSテレビ）
- 「カルチャーワイド90」（テレビ東京）
- 「タウン情報生ワイド」サブ司会（テレビ東京）
- 「BSファミリーワイド」（NHK衛星第2テレビ）
- 「衛星こども劇場」キャスター（NHK衛星第2テレビ）
- 「ワールドニュースアワー」キャスター（NHK衛星第1テレビ）
- 「くらしの経済セミナー」リポーター（NHK総合テレビ）
- 「産業情報」キャスター（NHK教育テレビ、1990年4月7日 -  1993年4月4日）
- TBSテレビ「はなまるマーケット」はなまるアナ（1996年10月1日～2014年3月 はなまる女子アナでは第1号）
- 「先生のための総合的な学習の時間」（NHK教育テレビ夏季特別番組、1999年7月26日 -  同年8月6日、10回シリーズ）
- 「BEAUTIFUL FRIDAY〜HANAKIN〜」（NACK5、2007年4月6日 -  2010年9月24日）

### 女優として
- 「家族ゲーム」（1983年、TBS）
- 「青が散る」（1983年、TBS）
- 江戸川乱歩の美女シリーズ「禁断の実の美女」 江戸川乱歩の「人間椅子」（1984年、ANB） -  丹沢山中で黒川の遺体を発見するハイカーの女性役。
- 「西部警察 PART-III」第47話「戦士よ、さらば…」（1984年、ANB） - 前川しずえ役。
- まとわりつくオンナ - 五つの地獄編 第5話（2020年3月6日、TBS）

## 著書
- 「顔で話せ! 相づちで話せ! 質問で話せ! ―こじらせない対人関係術」（時事通信出版局2019/6月出版）
- 「『気まずい』が100％なくなる話し方」（大和書房、2014年11月出版）
- 「体当たりリポーター　庄司麻由里のへのカッパ」（グラフ社、2005年11月出版）